# 印度黑公交轮奸案
印度黑公交轮奸案是一起2012年12月16日发生于印度德里穆伊卡的轮奸杀人案。当天，22岁的女医学实习生喬蒂·辛格与其男朋友在乘坐的一辆公交车上遭到殴打、轮奸和虐待。包括司机和车上另外的共6人强奸了喬蒂·辛格·潘迪，并暴力殴打了女子的男朋友。之后喬蒂·辛格·潘迪被紧急送往德里的Safdarjung医院接受治疗，在遭受暴行后的第11天后被送到新加坡治疗，最终在第13天因伤势过重而不治身亡。这一事件在印度国内外被广泛报道，并受到印度国内外的谴责。随后，新德里爆发了针对德里政府和中央政府未能为女性提供足够安全保障的大规模公众抗议，数千名抗议者与政府安全部队发生冲突。之后抗议活动蔓延至全国的主要城市。由于印度法律不允许媒体公开强奸受害者的名字，受害者被广泛称为Nirbhaya，意思是“无所畏惧”，她的斗争和死亡成为世界各地妇女抵抗强奸的象征。

## 社会背景
在印度種姓觀念深入人心，其中女性地位又远低于男性，印度社会更加偏爱儿子。而女性在人生的每个阶段都受到各种威胁：暴力、缺乏健康保健、歧视、偏见、冷落、饮食粗劣，以及缺少对于个人健康和幸福的关注，其中对于女性的性犯罪尤为严重。据报道，印度警方对强奸犯罪刻意低调处理，往往结果就以“不起诉”了结。而被起诉的案件又通常审判时间很长但量刑却较轻。而在此期间，受害者和家人的工作、生活都受到非常大的影响，如果受害者是未婚女性则多数会影响她以后的婚姻。所以，许多受害者无奈选择了私了甚至是忍气吞声。
新德里是印度性犯罪率最高的城市之一，警方数字显示，平均每18小时就有一起强奸案发生，强奸案在2007年至2011年间增长了近17％。

## 事件过程
2012年12月16日夜晚，23岁的女医学实习生喬蒂·辛格（Jyoti Singh）和她的男朋友Awindra Pandey到德里南部的Saket观看电影《少年Pi的奇幻漂流》，在当地时间约晚上9：30分他们登上一辆公共汽车准备回家。因为感觉车辆偏离了正常的路线而且车门緊闭，Jyoti起了疑心，当她表示疑問並要求下车时，车上的六名男子开始辱骂两人，并质问他们这么晚了在做什么。
男朋友在试图阻止时，被众人殴打，并被行凶人之一用襪子（來源未遭確認）堵住嘴、以铁棒击昏。之后Jyoti被拖到公车后面，遭到鐵棒毆打並剝光衣物輪姦，加害人還將鐵棒插入她的陰道和肛門，在整個過程中公車持續行駛。Jyoti全身遭受严重创伤，她的腹部、肠子及生殖器均受到铁棒的攻击甚至被刺穿。其中未成年加害人Mohammad Afroz強奸了Jyoti兩次，並將整隻手伸進她的陰道，徒手把她的小腸從陰道內的刺穿傷口拉出體外。
根据警方的通告，Jyoti试图击退袭击者，咬伤了三名袭击者，并在被告身上留下了咬痕。施暴的過程約持續了一小時后，加害人把两人從行進中的車扔出车外，並調頭回來試圖輾斃Jyoti，但因Awindra及時將她拉開而未成功。之後加害人清洗了车辆，試圖湮滅證據。警方於第二天扣押了车辆。
晚上11点左右，一名路人在路上发现了半裸着失去意识的的受害者。路人打电话给德里警方，警方立刻将二人送往医院抢救。Jyoti接受紧急治疗并接受了辅助呼吸。
Jyoti被發現只剩百分之五的腸子還留在體內。醫師認為是因為生鏽的鐵棒插入肛門後，被以極大的力量拉出，才造成如此巨大的創傷。铁棒后来被警察找到，是一个生锈的L型工具，為汽车千斤頂的配件。

## 受害者
女受害者喬蒂·辛格（Jyoti Singh）生于1989年12月16日的昌迪加尔，在德里长大。她是家中的长女，有两个弟弟。她的父母来自北方邦伯利亚的一个小村庄。她的父亲曾卖掉祖传的土地供她读书，并打两份工继续为她支付学费。在印度重男轻女的大环境中，让女性接受良好的教育是十分少见的。根据印度法律，受害者的真实姓名最初没有向媒体公开，因此各种媒体机构都使用化名，报道中曾经使用过的化名包括agruti（意识），Jyoti（火焰），Amanat（来自印度电视肥皂剧《Amanat》，意思是希望），Nirbhaya（无畏）和Damini（来自1993年的印地文电影《Damini》，意指閃電）。
男受害者Awindra Pandey是来自北方邦戈勒克布尔的软件工程师，现在在新德里的Ber Sarai生活。他摔断了四肢，但幸免于难。
议员Shashi Tharoor建议，如果她的父母没有异议，受害人的身份可能公开，用受害人的名字来命名将来的法律以显示对受害者的尊重。随后受害者父亲和哥哥表示说：“如果她的名字被公开是用于此目的，他们并不反对”以及“如果政府用受害者的名字命名修改后的反强奸法律，他们没有异议，这也是她的一个荣誉。”在2015年12月16日抗议少年犯被释放时，受害者的母亲透露受害者的名字是Jyoti Singh，且她并不以透露Jyoti的名字为耻。

## 治疗和死亡
2012年12月19日，Jyoti由于危险性坏疽而损坏的肠子被切除，并且开始接受静脉营养和药物治疗。12月21日，政府成立了一个委员会以确保她得到医生最好的医疗照顾。12月25日，她仍然依靠气管插管维持生命，情况危殆。医生表示，内部出血在一定程度上被控制住，但她胆红素水平（显示肝功能障碍或溶血反应）的增加，是一个“需要严重关注的问题”。
12月26日印度总理曼莫汉·辛格在主持的内阁会议上决定将受害者用飞机送往新加坡伊丽莎白医院进行进一步治疗。伊丽莎白医院是一个多器官移植的专科医院。
在受害者危在旦夕之时转送病人的行为被批评为是纯粹的政治决定，医生质疑如此急迫转移重症患者到器官移植医院的行为。
据政府消息来源指出，这是新德里首席部长Sheila Dikshit个人背后的决定。几个小时前，印度时任财政部长P·奇丹巴拉姆表示，受害者并不具备转院的条件。
从印度到新加坡需要经过6个小时的飞行。在30000英尺高空中，Jyoti情况恶化血压急剧下降，医生在飞机上成功稳定住了她的动脉然而，受害者在到达新加坡後再也没有苏醒过来。
2012年12月28日上午11时，Jyoti的病情陷入“极度危急”状态。伊丽莎白医院负责人表示，Jyoti遭受脑损伤，肺炎和腹腔感染，称她是“为她的生存而战。”随后，她的病情继续恶化，于新加坡标准时间28日凌晨4:45分（印度时间12月28日凌晨2:15分）去世。
Jyoti的遗体被送回印度，12月30日遗体被火化。

## 逮捕
警方共逮捕涉案的6人：30岁的公车司机Ram Singh和他的26岁弟弟Mukesh Singh，都在拉贾斯坦邦被捕；20岁的助理健身教练Vinay Sharma和19岁的水果商Pawan Gupta一起在新德里被捕；其中未成年的Mohammad Afroz（又名Raju；17岁），在北方邦布道恩被警方拘留；而准备去新德里找工作的28岁的Akshay Thakur，在比哈尔邦被捕。
这些人在事发当天坐公车前正在一起聚会喝酒，而那天是Raju第一次与其他人见面。
Mukesh Singh被捕后，被送到Tihar监狱，遭到其他囚犯殴打。监狱当局否认他被迫吞下犯人的粪便和尿液，他们把他单独关押以保护他的安全。
Ram Singh和Mukesh Singh来自德里南部的一个贫民窟。
Ram Singh曾经因为交通意外而致使右臂严重残疾，並曾试图寻求补偿。在案件发生后不久，Pawan Gupta表示认罪並认为自己应该被处以绞刑。

## 审判
男性受害者Awindra Pandey于2012年12月19日在法庭上作证。12月21日，他在警察局副局长在场的情况下，在Safdarjung医院向分区治安法官记录下了他的陈述。据报道，他为这一事件饱受内疚和创伤的困扰。
12月21日，政府承诺迅速提交起诉书，并寻求对犯罪人处以终身监禁的最高刑罚。在公众表达愤怒并要求迅速审判和起诉之后，警方于12月24日承诺在一周内提交起诉书。议会内政事务常设委员会于12月27日开会讨论这一问题，联邦内政大臣R. K. Singh和德里警察局长Neeraj Kumar被传唤出庭。德里高等法院批准设立五个快速法庭来审理强奸和性侵犯案件。2013年1月2日，印度首席大法官Altamas Kabir在南德里的萨基特法院大楼为五个经批准的快速法庭中的第一个举行了落成仪式。

### 未成年被告
未成年被告人Mohammed Afroz由于年龄原因，他的名字后来在媒体上改为Raju，少年司法委员会(Juvenile Justice Board，简称JJB)根据他的出生证明和学校文件，宣布他在犯罪当天为17岁零6个月。少年司法委员会拒绝了警方要求进行骨骼骨化(年龄测定)测试以证明其年龄的请求。

### 成年被告
Jyoti去世后五天，即2013年1月3日，警方以强奸、谋杀、绑架、毁灭证据和企图谋杀该女子的男朋友的罪名对这五名成年男子提起诉讼。其中四名加害人Mukesh Singh, Vinay Sharma, Akshay Thakur和Pawan Gupta否认该指控。另外一名加害人Pawan Gupta表示认罪并认为自己应该被处以绞刑，然而他们的律师说，被告人受到了酷刑才说出了认罪的证词。
1月10日，他们的律师之一Manohar Lal Sharma在接受媒体采访时称，受害者应对此次事件负责，因为他们不应该使用公共交通工具，而且作为未婚夫妇，他们不应该在晚上上街。他还称“直到今天，我还没有看到一件强奸一位受人尊敬的女士的事件或例子。即使是黑社会头目也不会不尊重地碰一个女孩”，以及男性受害者应对该事件负全部责任，因为他“未能尽到保护该女性的责任”。 
3月13日，德里警方对Ram Adhar抢劫案中的被告提出指控。 四名存活的成年被告在快速法庭受审。检方出示了证据，包括证人证词、受害者证词、指纹、DNA测试和牙齿模型。并于7月8日审结了案件。

### 定罪和判刑
2013年9月10日，在德里的快速通道法院，四名成年被告被判犯有强奸、谋杀、非自然犯罪和销毁证据的罪行。四名男子面临死刑，法院外的示威者要求绞死被告。受害者的父亲也要求绞死被告，他说：“只有当所有被告都被从地球上抹去时，我们才能彻底了结此事”。随即被告提出要求上诉，法官Yogesh Khanna驳回了要求从轻处罚的请求，称此案“震惊了印度的集体良知”，“法院不能对这种罪行视而不见”。受害者的家人当场接受判决，她的母亲对判决表示合理，她说：“我们屏住呼吸等待，现在我们松了一口气。我感谢我国人民和媒体”。审判结果宣布后，在法庭外等待的民众鼓掌。
2014年3月13日，德里高等法院裁定每名被告犯有强奸、谋杀、非自然犯罪和销毁证据罪。高等法院在判决书中确认了对2013年9月被定罪的四名男子的死刑判决。法院指出，由于这起罪行在该国引发了对针对妇女的性犯罪的广泛抗议，属于司法系统允许死刑的“最罕见的类别”。四名男子的律师表示，他们将向最高法院提出上诉。

## 罪犯的处决
当地时间2020年3月20日凌晨5時30分，四名罪犯在监狱被处决。他们被吊死在专门为四个人设计的绞刑架上。监狱官员称，这四名罪犯拒绝在行刑前獄方提供的最后一餐和新衣服。他们被蒙住眼睛，在被带上绞刑架时没有反抗。Vinay Sharma在被处决前精神崩溃，开始向看守恳求。四名罪犯在实行绞刑30分钟后被宣布死亡。

## 各方反应

### 公众抗议

#### 案件发生后

网上抗议使用的黑点标志

公众抗议发生在2012年12月21日新德里的印度门和瑞辛納丘，后者是印度议会和总统府所在地。数以千计的示威者与警方发生冲突，掀翻汽车，同快速行动部队作战。警方用高压水枪和催泪弹射击，并逮捕了许多人。

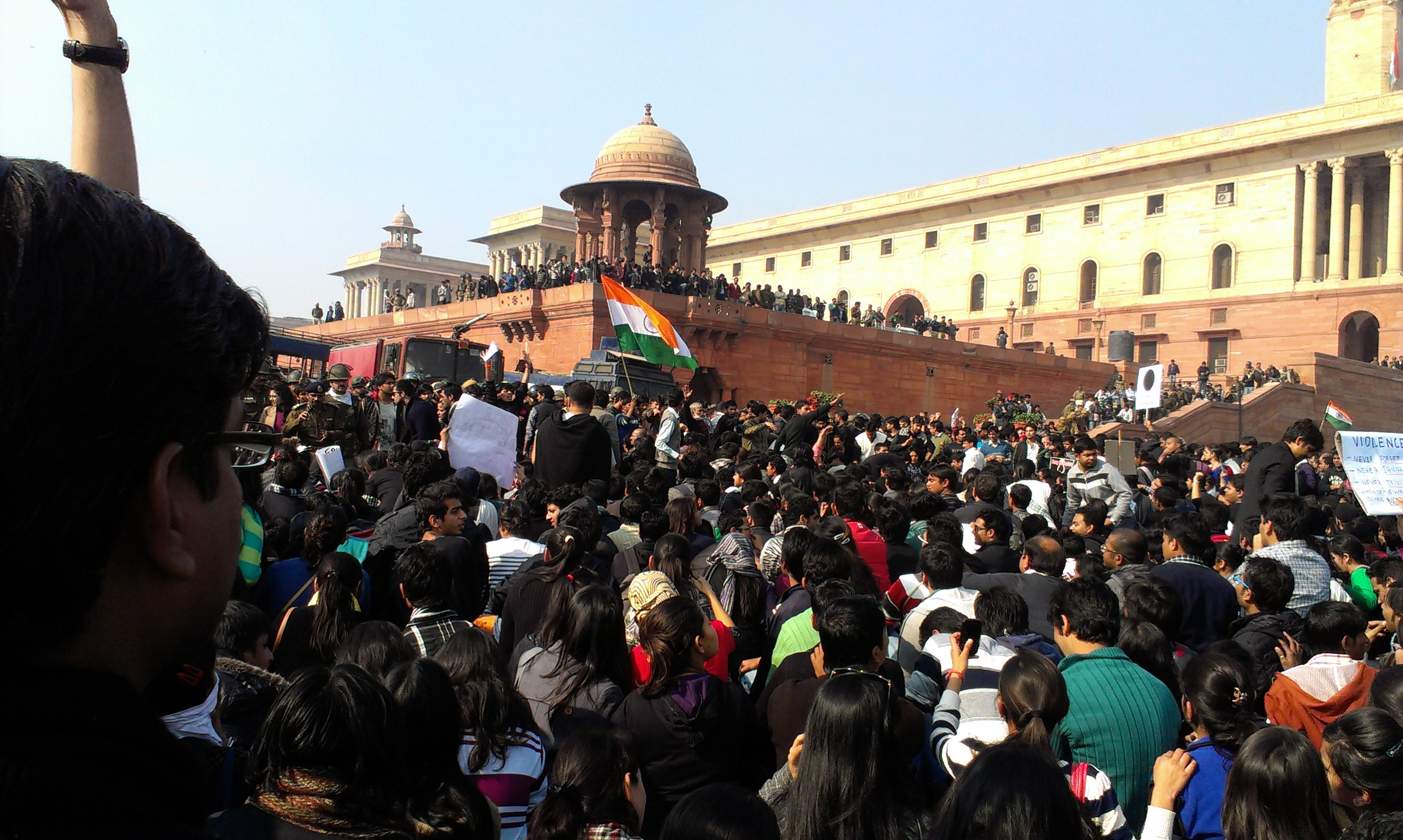
新德里的抗议

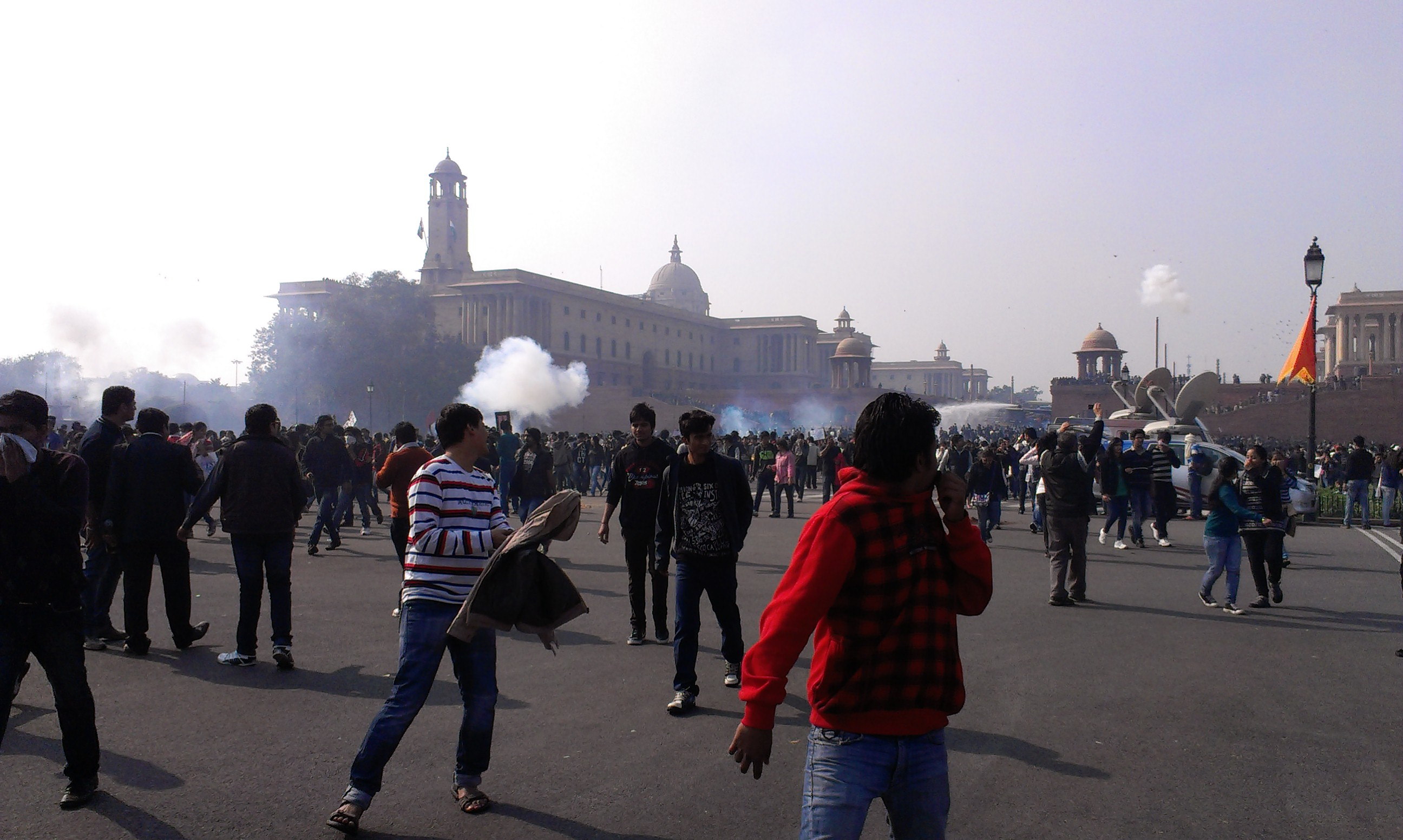
警方使用高压水枪和催泪瓦斯驱散示威者

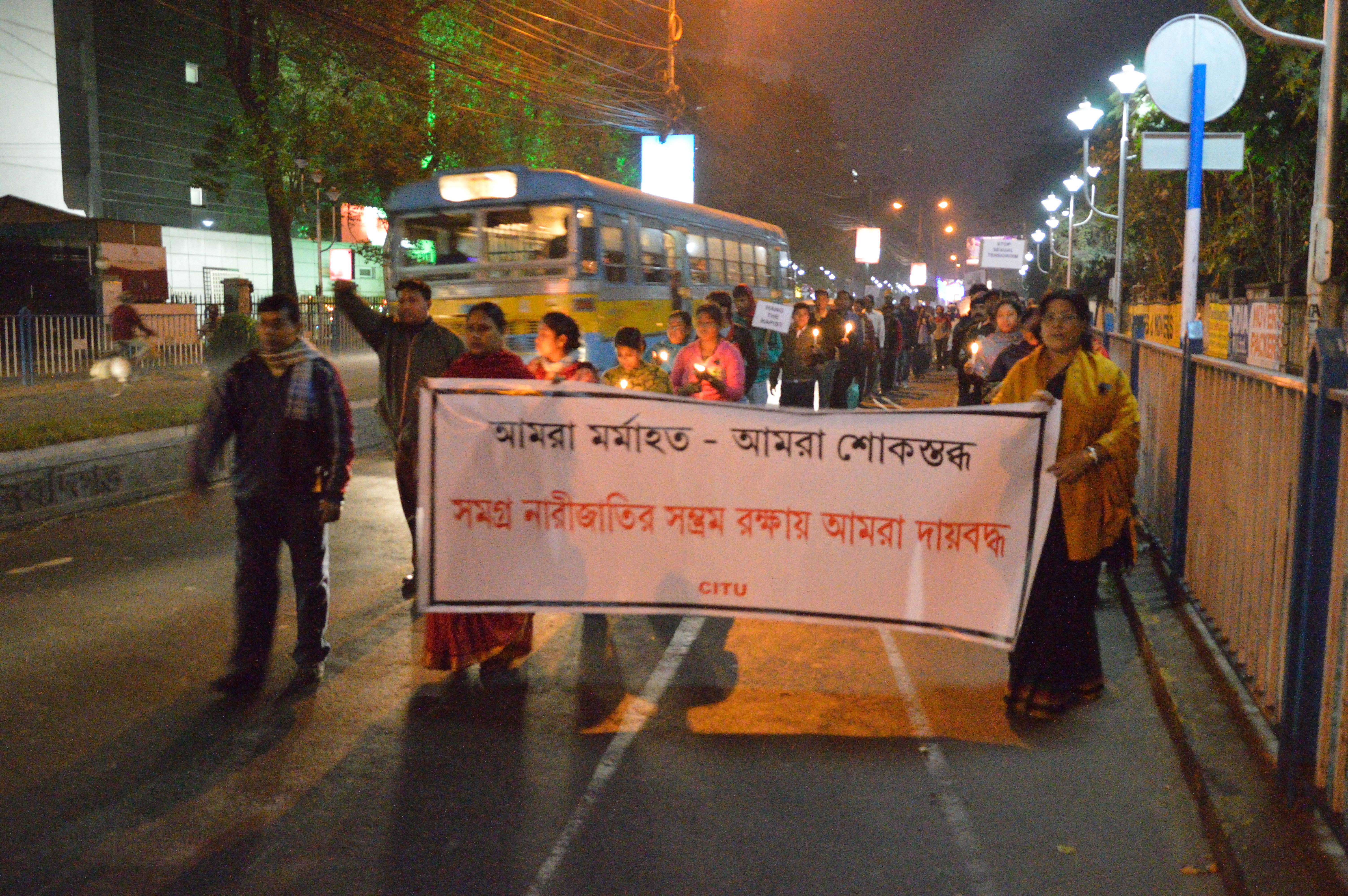
2012年12月29日人们在加尔各答手持蜡烛游行抗议

瑜伽大师蘭德福和前陆军参谋长Vijay Kumar Singh在Jantar Mantar和示威民众一起与德里警方发生冲突。警方称，和平抗议活动已被流氓和政治活动家“劫持”。
类似的抗议活动已经在全国各地开始。在班加罗尔来自不同组织的600多名妇女组织了游行抗议活动。成千上万的民众在加尔各答手持蜡烛游行抗议。抗议也出现在社交网站Facebook和WhatsApp中，用户把他们的个人资料图像换成一个黑色圆点符号表示抗议。数以万计的网民已签署网上请愿书抗议此次事件。
德里警方对示威者过度使用武力，从而导致了更多的愤怒指责。据《印度斯坦时报》报道，有375枚催泪弹被用于新德里和其他地方以驱散人群。
抗议期间，一名叫Subhash Tomar的警察昏倒后在医院死亡。两名证人声称，托马尔没有被任何示威者击中倒下，而第三个证人则持有异议。医院的医生的说法和验尸报告相互矛盾：他的死因是心脏骤停，但不知道心脏病发作是否是由于胸部和颈部遭到的钝器伤害所致。一些专家认为，他的胸部损伤可能是心肺复苏术的副作用。

#### 受害者去世后

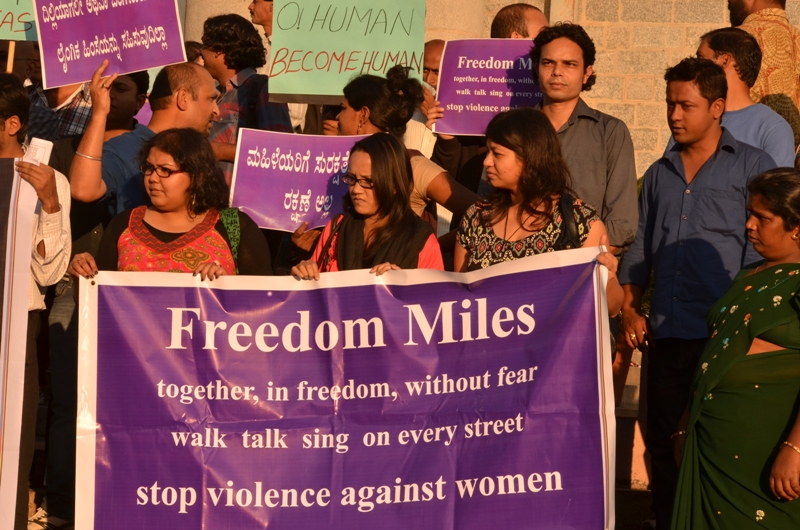
2012年12月30日班加罗尔的示威者

12月29日Jyoti去世后，抗议活动继续在印度各地举行，包括加尔各答、金奈、班加罗尔、海得拉巴、特里凡得琅、孟买、维沙卡帕特南。许多送葬者手持蜡烛，穿着黑色的礼服并把黑色布贴在嘴上。
翌日，大批市民在新德里附近的简塔·曼塔天文台举行抗议。一小群示威者和警察之间发生了冲突，警方随后将部分示威者带离现场。在简塔·曼塔天文台的一些示威者还组织了为期一天的绝食活动。所有通往印度门（India Gate）警察和示威者聚集地区的道路在过去一周都对公众关闭。一些抗议者在纸上画了涂鸦和标语在路上散播，他们谴责这一事件，并要求更严格的法律和迅速的判断。印度主要反对党印度人民党重申其要求采取对侵害妇女的罪行实行更严厉的法律。
印度武装部队、新德里的一些俱乐部和酒店取消了他们的新年庆祝活动。
由于受害者的死亡，对强奸案前所未有的抗议活动持续在印度各地发生，推动了媒体和警察集中关注全国的强奸和性骚扰事件的上升问题。性侵犯的头条新闻几乎每天都有，这是一个很大的变化，以前在这种情况下只是简单地提到，很少通过电视新闻来报道。在类似的情况下一个旁遮普地区的女子被强奸后，一名高级警务发言人说：“增加媒体的报道和抗议活动已经使得女性觉醒，她们从未像现在这样勇于对遭到强奸报案，并希望为正义而战。这也使我们的警队在这种情况下更敏感。现在，他们立即接受投诉，并相信受害人的陈述，没有质疑。”

#### 抗议结果
由于广泛的抗议，政府宣布了几项措施，以确保妇女的安全。卡纳塔克邦政府宣布推出24/7的专用热线电话（1091）由国家警察受理妇女性虐待的投诉。它也正在检验设立法院处理的有关针对女性犯罪待决案件的快速通道的可能性。
泰米尔纳德邦政府还宣布了一项13点行动计划，以确保妇女在泰米尔纳德邦的安全性。性侵犯事件将被视为严重犯罪并委托给高级警方官员。首席部长还表示，每天进行听证会处理所有性虐待案件，由专门成立的法院快速通道迅速审判，并任命女性检察官为政府律师。
查谟－克什米尔邦政府还宣布，计划改变该州对性犯罪制定的法律。喜马偕尔邦政府已决定成立委员会对妇女犯罪案件的进展情况进行审查。
印度政府也下令德里內嚴禁所有大客車裝窗簾並要求夜間車內必須開燈，以讓外界知道車內狀況。
政府通过了几项新的性侵犯法，其中規定轮奸罪最低刑期为20年；强奸犯最高可判处死刑，而此前最高刑期為終身監禁。政府還設立专门为审理强奸案而设立的六个新的快速审理法庭。

### 政府对于抗议的反应
抗议者认为，印度政府没有对游行采取积极行动或提供可靠的保证，而是让警察部队阻止抗议活动和关闭地铁站。2012年12月22日七个新德里地铁車站被关闭，以阻止示威者聚集到瑞辛納丘。12月24日，警方封锁了通往到印度门和瑞辛納丘的通道，以防止可能出现的大规模抗议活动。九个地铁站被关闭，影响数千乘客。记者禁止通往印度门和瑞辛納丘。总统官邸附近实施宵禁。
2012年12月22日，中央政府任命印度前首席法官J. S. Verma领导司法委员会，要在30天内提交一份报告，建议修订刑法严厉处理性侵害案件。委员会已呼吁公众及著名的法学家、法律专业人士、非政府组织、妇女团体和民间社会分享“他们的意见，知识和经验以修订刑法和其他相关法律，以便更快地调查，起诉和审判惩治被指控犯下性虐待妇女罪的罪犯。”
2012年12月26日，以前德里高级法院法官Usha Mehra为首的调查委员会成立，以确定有关事件的责任。它也将提出措施使國家首都轄區的妇女的生活变得安全。该报告将三个月内提交议会使政府采取的行动。

### 总理
2012年12月24日，时任印度总理曼莫汉·辛格第一次正式表态，他呼吁示威者保持冷静，强调“暴力将起不到任何作用”。他在电视讲话中保证，将作出一切可能的努力，确保妇女在印度的安全。辛格表示感同身受，他说：“作为三个女儿的父亲，我像你们每个人一样对事件反应强烈”。但辛格總理在電視講話完畢後說了“Theek Hai”（那還好嗎？）一句話，隨即被印度人民猛烈抨擊。
为此辛格取消了庆祝新年的所有官方活动。

### 国际反应
- 美国大使馆12月29日发表了一份声明，对受害者家属表示慰问，并表示“我们再次承诺致力于改变态度和结束一切形式的基于性别的暴力行为。”[108]
- 在巴黎，人们在印度大使馆前参加游行并上交了一份请愿书，要求采取行动，保证印度女性的安全。[109]
- 在香港，蕙蘭婦女會主席方國珊到印度駐港總領事館遞信，強烈要求當地政府，嚴肅處理涉案疑犯，否則建議香港政府對印度發出黑色旅遊警告。[110]
- 联合国秘书长潘基文发表声明：“对妇女的暴力是永远不能接受，不能原谅，不能容忍的。每个女性的权利都应得到尊重，重视和保护。”[111]
- 在孟加拉国，巴基斯坦，尼泊尔和斯里兰卡也举行了抗议活动，活动源自印度抗议，但也注重关注当地有关强奸和家庭暴力的问题。[112]
- 谷歌為悼念該事件專門為其印度首頁換上了特殊的頁面。

## 相關影视作品
- 电影：《一個母親的復仇》（2017）
- 纪录片：《印度的女儿》（2015）
- 电视剧：《德里罪案》（2019）